# Harry Hill
Harold Heaton Hill, més conegut com a Harry Hill   (Padiham, 8 de maig de 1916 - Bury, 31 de gener de 2009), va ser un ciclista anglès que va córrer durant els anys 30 del segle xx.
El 1936 va prendre part en els Jocs Olímpics de Berlín, en què guanyà una medalla de bronze en la prova del persecució per equips, formant equip amb Ernest Mills, Ernest Johnson i Charles King.
El 1937 fou la primera persona a pedalar 25 milles en una hora en una pista a l'aire lliure, a Milà. Havia de disputar els campionats mundials de pista de 1939, però van ser cancel·lats a causa de la Segona Guerra Mundial. Durant la guerra va construir submarins a Barrow i posteriorment va regentar un garatge a Radcliffe, Gran Manchester. Als 60 anys va recórrer Amèrica del Nord en bicicleta.